# 木村信
木村 信（きむら しん、1982年9月5日 - ）は東京都出身の男性ファッションモデル、俳優、DJ。バークインスタイル所属。国籍は日本とイギリス。
「shin」、「信」といった名前でも活動をしている。
2000年に第15回メンズノンノ・モデルに選ばれる。
特技はダンス。

## 主な出演

### CM
- 江崎グリコ 「プッチンプリン」
- キリンビール BUDWEISER＋MTV 「Mr.&Miss BEER」

### テレビ
- 恋する日曜日 「魚」（BS-i）

### 雑誌
- MEN'S NON-NO（専属）
- MEN'S CLUB
- COOL TRANS
- GET ON!
- 流行通信
- safari

### ショー
- マーク・ジェイコブス
- LAD MUSICIAN
- JC cpllection
- プーマ
- MARTIN MARGIELA

### 舞台
- 青ひげ公の城

### 広告
- URBAN RESEARCH
- リーバイス
- Rapty
- ベネトン